# Villa Maria
Pour la ville en Argentine, voir Villa María.
Villa Maria est une école d'enseignement secondaire privée mixte, située à Montréal, à l'emplacement de Monklands, ancienne résidence du gouverneur du Canada.

## Histoire

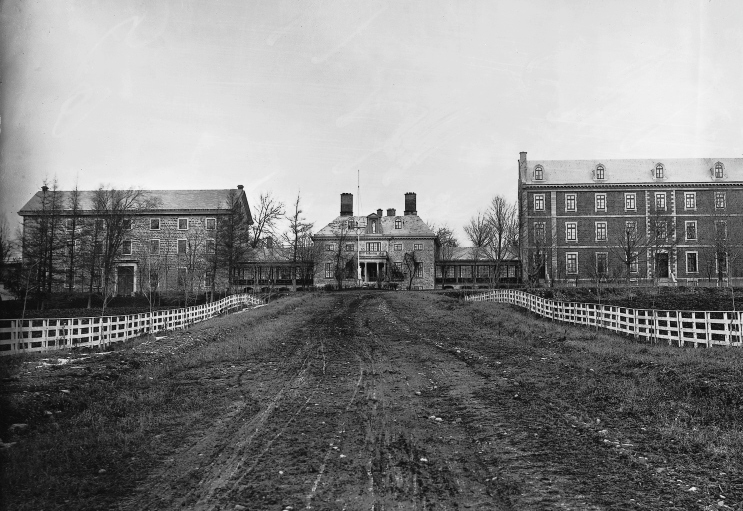
« Monklands », pensionnat Villa Maria, Montréal, 1870-1871.

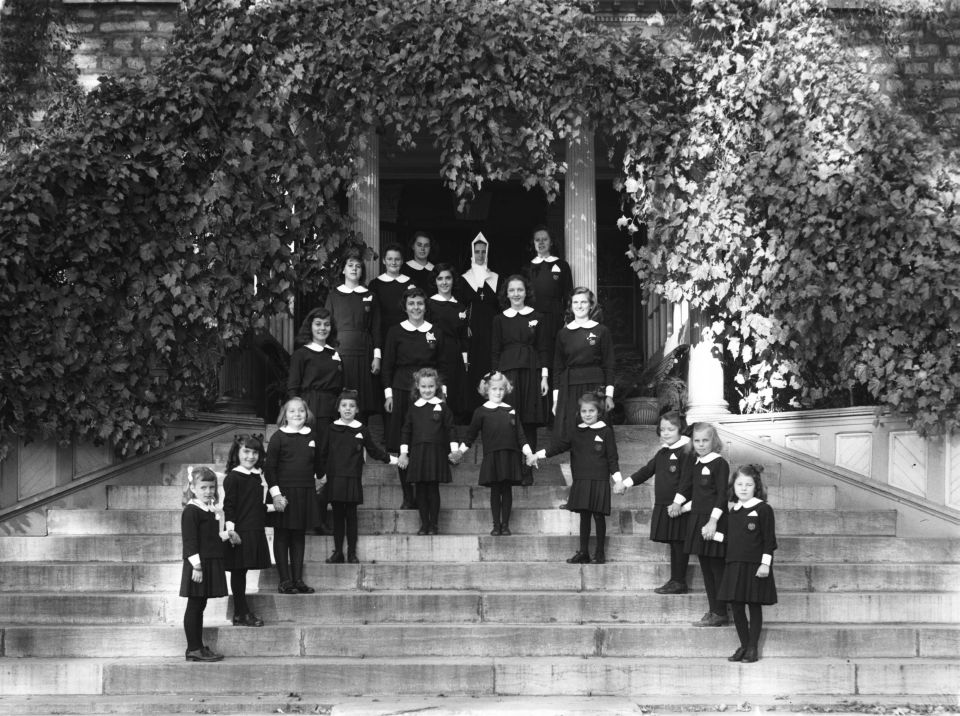
Élèves et une religieuse sur les marches de l'école en 1946.

L'école Villa Maria a fêté en 2004 ses 150 ans d'existence. 
L'histoire de Villa Maria commence bien plus tôt, car avant d'être une école, une partie du bâtiment existait déjà. C'est en 1803 que fut construit le pavillon Monklands (pavillon central de l'école actuelle). Son propriétaire se nommait James Monk et était juge en chef de la cour du Banc du Roi. La rue faisant face à l'école fut nommée avenue de Monkland par la suite.
De 1844 à 1849, Monklands fut la résidence de trois gouverneurs généraux de la province du Canada: Charles  Metcalfe, Charles Cathcart et James Bruce. La femme de Lord Elgin y donna même naissance à son enfant qui devient plus tard le vice-roi des Indes. 
En 1854, la Congrégation Notre-Dame acheta Monklands pour en faire un pensionnat pour jeunes filles. Bientôt, l'agrandissement du bâtiment fut nécessaire et de nouvelles ailes furent bâties. Dès 1855, l'aile Notre-Dame-de-Lourdes fut construite, suivie, en 1870, par l'aile Notre-Dame-des-Anges. Puis, en 1908 et en 1930, il y eut les ailes St-Michel et Sainte-Marguerite. En 1885 et 1937, l'aile Sainte-Cécile (actuellement l'aile de musique) fut bâtie. Enfin, en 1984, on construisit le gymnase.
Villa Maria est désignée lieu historique national du Canada par la Commission des lieux et monuments historiques du Canada le 30 mai 1951.
Depuis septembre 2016, l'école admet des garçons de première secondaire. L'intégration s'est fait de façon graduelle.

## Anciennes élèves de Villa Maria
- Veronica Lake, comédienne
- Paule Baillargeon, réalisatrice et comédienne
- Angèle Coutu, comédienne
- Françoise David, fondatrice du parti politique Québec solidaire
- Caroline Dhavernas, comédienne
- Julie Du Page, comédienne
- Claire Kirkland-Casgrain, première femme députée de l'Assemblée législative du Québec
- Laurence Leboeuf, comédienne
- Jessica Malka, comédienne
- Pénélope McQuade, animatrice
- Ina Mihalache, vidéaste
- Joëlle Morin, comédienne
- Valérie Valois, comédienne
- Evelyne de la Chenelière, dramaturge et comédienne
- Jessica Paré, actrice
- Hélène Laurendeau, nutritionniste